# Wreckorder
Wreckorder è l'album di debutto di Francis Healy, frontman dei Travis, uscito il 4 ottobre 2010. È stato prodotto dalla casa discografica di Healy, la WreckordLabel. L'album è disponibile in due versioni, standard e deluxe.

## Il disco
La copertina dell'album è stata disegnata da Tim Barber. Come ringraziamento per il suo contributo all'album, Healy ha omaggiato Paul McCartney diventando vegetariano. "Mia moglie ed io eravamo seduti a un tavolo, pensando a un modo per ringraziare Paul, e ho consigliato di diventare vegetariano. Dato che nostro figlio lo è già, non restava che saltare nella stessa barca. Quando ho incontrato Paul in uno dei suoi concerti a Berlino, gliel'ho detto ed è rimasto visibilmente sbalordito. Tre giorni dopo abbiamo ricevuto per posta tre libri di cucina di Linda McCartney." Healy ha annunciato che il primo singolo dell'album sarebbe stato "Buttercups". In un'intervista per Spin, ha rivelato che "Buttercups parla di un'esperienza dei miei giorni alla scuola d'arte, quando la mia ragazza di allora rifiutò i fiori che avevo colto per lei. Non potevo comprarli, così pensai che i fiori colti da me sarebbero stati più romantici. Lei non la pensava allo stesso modo. La relazione non durò molto."

## Tracce
1. In The Morning – 2:53
2. Anything – 4:14
3. Sing Me To Sleep – 3:59
4. Fly In The Ointment – 3:13
5. As It Comes – 2:45
6. Buttercups – 3:56
7. Shadow Boxing – 4:35
8. Holiday – 3:42
9. Rocking Chair – 3:06
10. Moonshine – 2:35

Durata totale: 34:58
Tracce bonus
1. "Sierra Leone" (European Bonus Track)
2. "As It Comes" (Alternative Version) (UK Hidden Track)
3. "Robot Skit For Comedy Show" (Japanese Bonus Track)

Special Edition Bonus DVD
1. "The Making of Wreckorder"
2. "Bonus Content"